# 王顯仁
王顯仁（1547年—？），字克明，號乾峯，直隸河間府滄州人，民籍，明朝政治人物。

## 生平
萬曆四年（1576年）丙子科順天府鄉試第一百三名，萬曆八年（1580年）庚辰科會試第二百六十七名，登三甲第二百一十七名進士。吏部觀政，九年任武安县知县，十五年升户部主事，十六年调任吏部，十八年升稽勋司员外郎，调文选司，告病。二十一年起补考功司，二十二年升山东副使，二十七年京察降调。

## 家族
曾祖王國寧，封文林郎；祖父王紳，曾任都察院右副都御史進階中議大夫；父王用中，曾任監生，封知县、文林郎。母潘氏；繼母吳氏。